# Силлов, Дмитрий Олегович
Дмитрий Олегович Силлов (род. 4 февраля 1970, Мары, Туркменская ССР), также известный под псевдонимом Мишель Крон — российский писатель, инструктор по рукопашному бою и бодибилдингу, создатель системы самообороны «Реальный уличный бой».

## Биография
Внук поэта и критика Владимира Силлова. Родился в семье военного. Служил в воздушно-десантных войсках. После увольнения в запас получил медицинское образование, активно занимался различными видами единоборств, бодибилдингом, психологией, изучал восточную философию и культуру, историю военного искусства. Несколько лет работал начальником службы безопасности некоторых известных лиц. Создатель системы самообороны «Реальный уличный бой». В настоящее время является президентом одноименного спортивного клуба. 
Творческий путь Дмитрия Силлова начался с брошюры «Хотите выжить?», вышедшей в издательстве «Армада» в 2000 году. В этой брошюре впервые упоминается о системе самообороны «Реальный уличный бой». В последующие годы Дмитрием Силловым был написан ряд книг о рукопашном бое, бодибилдинге, боевых и охотничьих ножах, выпущенных издательствами "ЭКСМО", "АСТ" и "Лениздат". 
В июне 2005 года в издательстве «ЭКСМО» вышел в свет роман «Филиал Якудзы» — первое изданное художественное произведение Дмитрия Силлова.
В июне 2007 году издательство ЭКСМО выпустило в свет «Энциклопедию Реального уличного боя» Дмитрия Силлова, вобравшую в себя всё, что когда-либо было написано им о созданной им системе «Реальный уличный бой». Помимо этого в книге подробно рассмотрены новые темы, а именно — специфика женской самообороны, травматизм во время тренировок, компетенция и подготовка тренерского состава, пищевые добавки и их подделки. В том же году вышел роман «Злой город», повествующий о героической обороне города Козельска русскими воинами от орды хана Батыя в 1238 году.
В 2008 году Дмитрий Силлов стал членом Гильдии сценаристов Союза кинематографистов России.
В 2010 году в издательстве «АСТ» вышел «Закон Снайпера», роман, написанный Дмитрием Силловым для серии «S.T.A.L.K.E.R», который оказался одним из самых удачных проектов автора. К настоящему времени книга выдержала уже три дополнительных тиража и её суммарный тираж составляет 101 тысячу экземпляров.
Весной 2011 года в издательстве АСТ выходит первый роман авторской серии Дмитрия Силлова «Кремль 2222. Юг». В настоящее время в эту серию пишут и другие авторы. За роман «Кремль 2222. Юг» Дмитрий Силлов был удостоен звания лауреата литературной премии «Рукопись года» издательства «Астрель-СПб» сезона 2010 — 2011 годов в категории «Лучший сюжет».
С 2012 по 2016 год Дмитрием Силловым написан ряд романов в литературные проекты «СТАЛКЕР», «Кремль 2222» и «Пикник на обочине». Также в этот период Дмитрием Силловым основана новая литературная серия «Роза миров».
В 2016 году роман Дмитрия Силлова попал в топ-23 издательства АСТ самых мужественных книг ко Дню Защитника Отечества. В том же 2016 году Дмитрий Силлов назван издательством АСТ одним из самых известных и популярных писателей среди действующих авторов серии «СТАЛКЕР».
В 2019 году опубликовал лирический роман «Он, Она и Париж» под псевдонимом Мишель Крон. Роман был написан в соавторстве с писательницей Любовью Оболенской. В 2024 году роман был переиздан под настоящими именами авторов на сайте «Литмаркет». Там же публикуются главы нового романа Силлова и Оболенской — «Зона Счастья».